# Baby Boy
Baby Boy är en R&B-reggaelåt av den amerikanska sångerskan Beyoncé Knowles och den jamaicanske reggaerapparen Sean Paul. Låten producerades av Knowles och Scott Storch, för hennes första soloalbum, Dangerously in Love. Baby Boy skrevs av Knowles, Storch, Robert Waller, Jay-Z och Sean Paul.
Baby Boy släpptes den 14 oktober 2003 i USA som den andra singeln från albumet. Singeln var en kommersiell succé, och toppade på USA:s singellista i 9 veckor. Låten fick platinastatus i USA, och var den av Knowles singlar som var listetta under längst tid, tills "Irreplaceable" från albumet B'Day (2006) toppade listan i 10 veckor. Det gick även bra för låten internationellt; den nådde topp-tio i ett flertal länder, och fick även platinastatus i Australien. Låten har blivit rosad av både kritiker och personer inom musikindustrin.
2005 anmälde den amerikanska sångerskan Jennifer Armour "Baby Boy":s skapare för copyrightöverträdelse, och hävdade att Knowles hade använt musikslingan från hennes låt "Got a Little Bit of Love for You". Det avgjordes i Knowles favör.

## Bakgrund
Knowles åkte till Miami, Florida i USA för att jobba med den kanadensiske musikproducenten Scott Storch med sitt albumet Dangerously in Love. Hon och Storch skrev Baby Boy tillsammans med den amerikanske låtskrivaren Robert Waller och Knowles pojkvän och rap-hiphop-sångaren Jay-Z.
När låten antogs vara färdig, fick Knowles idén att den skulle bli "perfekt" om de använde sig av den jamaicanske dancehall-reggaesångaren Sean Pauls röst. Knowles kontaktade Paul och föreslog ett samarbete. Paul tackade ja, och reste iväg från Jamaica för att hjälpa till med inspelningen. Han bidrog med en toastingvers, och inspelningen blev klar i mars 2003.

## Utgivning och mottagande

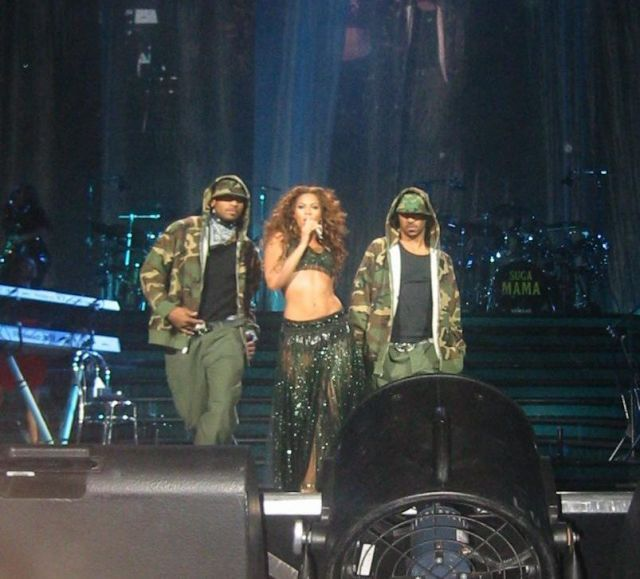
Knowles framför "Baby Boy"

Baby Boy släpptes som den andra singeln från albumet Dangerously in Love. Den släpptes som en cd i Kanada dem 4 maj 2003, i Australien den 9 september 2003 och i USA den 14 oktober 2003 som en 12-tumssingel. Spåret användes också i den omgjorda versionen av Sean Pauls album Dutty Rock.
Baby Boy fick positiv kritik. Rolling Stones recensent Anthony DeCurtis skrev att Knowles lät som om hon "hade roligt" när hon sjöng låten, medan Stephen Thomas Erlewine på Allmusic, en online musikdatabas, beskrev Knowles röst som "övertygande och sexig". Mark Anthony Neal från den internationella webbtidningen Popmatters kallade låten en av "högprofilssamarbetena" från Dangerously in Love. Lisa Verrico från den amerikanska dagstidningen The Times beskrev låten som ett "latinamerikansk-aktigt samarbete, till klickande slag som låter som kastanjetter". Hon avslutade med att "Paul reggae-rappar i mitten, men det är när han talar medan Beyoncé halv-rappar som paret riktigt passar ihop".
James Anthony från den brittiska tidningen The Guardian sade att spåret "sammanför genrerna R&B och dancehall". Det brittiska skivmärket EMI uppmärksammades av American Society of Composers, Authors and Publishers (ASCAP) under Pop Music Awards 2005 som "Årets förläggare" för att ha publicerat Baby Boy, tillsammans med andra låtar. Scott Storch blev "Årets låtskrivare" under samma händelse.

## Musikvideo
Baby Boys musikvideo filmades av den engelske regissören Jake Nava, som också filmade musikvideon till Knowles Crazy in Love. Den spelades in i Miami, Florida den 7-8 augusti 2003. Delar av filmen filmades i ett hus med olika stilar på dess olika rum: ett i japansk stil och en i gammal engelsk stil.
Scener med Knowles och Paul visas separat. Videon börjar med att Paul sitter på en tron och toastar; Knowles lutar sig mot en vägg och dansar. I nästa scen kastar Knowles sig på en säng. Paul visas på golvet tillsammans med flera kvinnor som smeker varandra. Knowles går mot stranden, där hon möter en man som hon flirtar med. Knowles är sedan på en fest och dansar med en man. Vatten flyter plötsligt in på golvet samtidigt som hon sjunger "the dance floor becomes the sea" (svenska: "dansgolvet blev till havet"). Ursprungslåten förändras vid slutet av videon, med arabiska instrument som designats för musikvideon. Den delen av videon visar Knowles som dansar på sanden.
Sal Cinquemani från onlinepublikationen Slant Magazine beskrev videon som en "barnolje-insmord" uppföljare till Crazy in Loves musikvideo. Baby Boys uruppförande skedde på MTV:s program Total Request Live den 25 augusti 2003 som nummer tio, och nådde toppen.

## Liveframträdanden

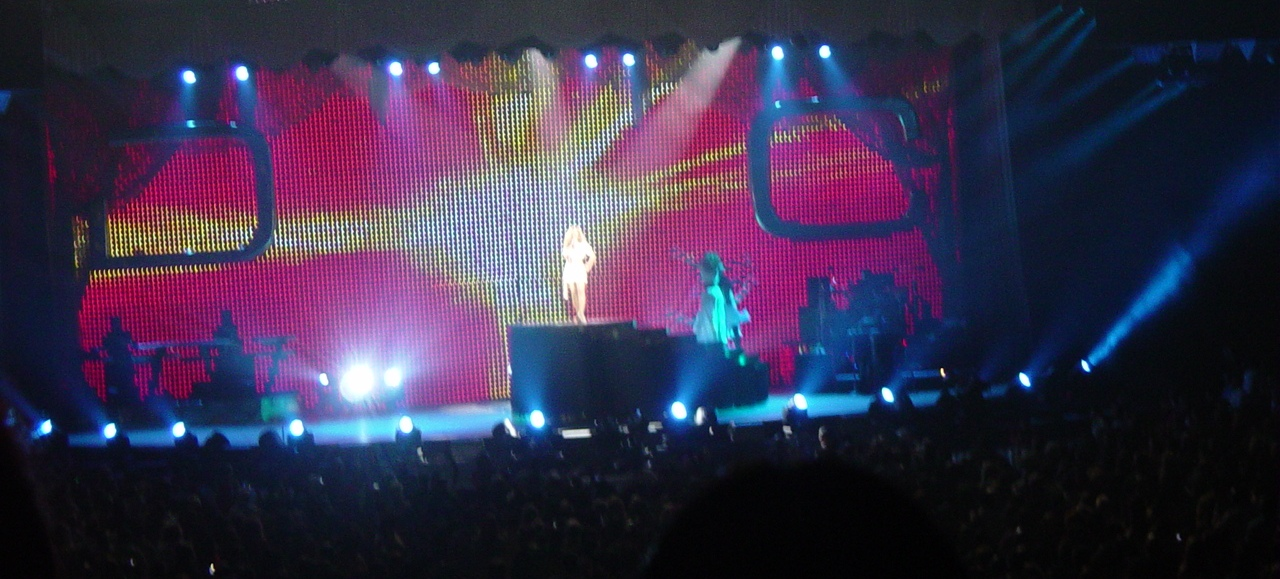
Knowles framför Baby Boy under Destiny's Childs avskedsturné Destiny Fulfilled ... And Lovin' It 2005

Knowles framförde Baby Boy under 2003 års MTV Video Music Awards. Hon sjöng låten i en medley, där Pauls röst var förinspelad. Hon framförde också Crazy in Love tillsammans med Jay-Z. Hon framförde Baby Boy senare även på 2003 års MTV Europe Music Awards tillsammans med Sean Paul. Jessica Hodges från Popmatters kallade Knowles framträdanden en "besvikelse" jämfört med hennes rosade MTV VMA från 2003.
Baby Boy har framförts på de flesta av Knowles konserter. Den var öppningsnummer i hennes Dangerously in Love World Tour-turné som började i slutet av 2003. Knowles framförde låten under sin före detta musikgrupp Destiny's Childs avskedsturné, Destiny Fulfilled ... And Lovin' It, vilket ledde till att den kom med på konsert-DVD:n Destiny's Child: Live in Atlanta. Under världsturnén The Beyoncé Experience 2007, framförde Knowles åter låten, i en version som innehöll reggaelåten Murder She Wrote.
Under ASCAP:s Pop Music Awards 2005, vann Baby Boy, tillsammans med Knowles andra låtar Me, Myself and I och Naughty Girl, priset för årets mest spelade låtar.

## Copyrightöverträdelsemålet
År 2005 anmälde den amerikanska singer-songwritern Jennifer Armour Knowles för copyrightöverträdelse, och hävdade att Knowles använt sig av delar av texten och musikslingan från Got a Little Bit of Love for You, en av Armours låtar. År 2003 hade Armours manager skickat in en demoinspelning av Got a Little Bit of Love for You till olika skivmärken, inklusive Knowles Columbia Records och Pauls Atlantic Records. Enligt domstol hade ett expertvittne kallat låtarna "avsevärt lika varandra" (vilket är ett krav för att något ska kallas copyrightöverträdelse). Vad gällde musikslingan, sade expertvittnet i sin rapport att när de två låtarna presenterades jämte varandra i C-moll (för att lättare kunna jämföra dem) skulle även "den minst musikaliska person direkt lägga märke till hur lika varandra de är", och att "många lyssnare skulle kunna tro att det var samma sång". Domaren sade dock att hon inte kunde höra likheten mellan de två låtarna.
United States Court of Appeals for the Fifth Circuit bekräftade domslutet, men med ett annat resonemang: De hävdade att en copyrightöverträdelse inte kunde ha ägt rum, baserat på att Knowles hävdat att de fått Armours demoinspelning en kort tid efter att de skrivit klart låten. De tog inte upp frågan om huruvida låtarna var lika varandra eller inte.

## Låtlista
| cd 1. "Baby Boy" – 4:04 2. "Baby Boy" (Junior Vasquez Club Anthem remix) – 8:50 3. "Krazy In Luv" (Adam 12 So Crazy remix) – 4:30 Maxi-cd 1. "Baby Boy" (Album version) – 4:04 2. "Baby Boy" (Maurice's Nu Soul mix) – 6:14 3. "Baby Boy" (Junior's Papadella) – 3:58 4. "Krazy In Luv" (Adam 12 So Crazy remix) – 4:30 | 12" 1. "Baby Boy" (Album version) – 4:04 2. "Baby Boy" (Junior Vasquez Club Anthem remix) – 8:50 3. "Baby Boy" (Maurice's Nu Soul mix) – 6:14 4. "Baby Boy" (Maurice's Nu Dub Baby!) – 6:30 |

## Listplaceringar
| Lista (2003/2004)             | Högsta placering |
| ----------------------------- | ---------------- |
| Australian ARIA Singles Chart | 3                |
| Austrian Singles Chart        | 18               |
| Belgian Ultratop 50           | 11               |
| Danish Singles Chart          | 6                |
| Dutch Top 40                  | 8                |
| European Hot 100 Singles      | 3                |
| French SNEP Singles Chart     | 8                |
| German Singles Chart          | 4                |
| Irish Singles Chart           | 6                |
| Italian FIMI Singles Chart    | 12               |

| Lista (2003/2004)                    | Högsta placering |
| ------------------------------------ | ---------------- |
| New Zealand RIANZ Singles Chart      | 2                |
| Norwegian Singles Chart              | 10               |
| Romanian Singles Chart               | 49               |
| Swedish Singles Chart                | 5                |
| Swiss Singles Chart                  | 5                |
| UK Singles Chart                     | 2                |
| U.S. Billboard Hot 100               | 1                |
| U.S. Billboard Hot R&B/Hip-Hop Songs | 1                |
| U.S. Billboard Hot Dance Airplay     | 1                |
| U.S. Billboard Pop 100               | 1                |